# Xhosa
Xhosa (udtales. /ˈkǁʰoːsa/ ( Audio ?) er en afrikansk etnisk gruppe som hovedsageligt er forbundet til den sydøstlige del af Sydafrika. Navnet Xhosa siges at komme fra en legendarisk leder kaldet uXhosa. Han skal have skilt Xhosafolket fra Ngunifolket begyndelsen af 1500-tallet. Xhosafolket kalder sig selv for amaXhosa, og sit eget sprog isixhosa. Ca. 17,5% af alle sydafrikaner nedstammer fra Xhosafolket. Xhosafolket arbejder med det traditionelle landbrug og kvæg.
Det Xhosa-talende folk bliver ofte delt ind i undergrupper. De vigtigste grupper fra øst: Xesibe, bhaca, mpondo, mpondomise, bomvana, Thembu, gcaleka, rharhabe og fingo.

## Kendte Xhosapersoner
- Nelson Mandela, Sydafrikas præsident. Han er født i Xhosa-stammen og har herfra et Xhosa-navn, Rolihlahla (der udtales omtrentligt rolig-'schla-schla, rolig som på dansk og schla med a som i ah).
- Thabo Mbeki, Sydafrikas præsident.
- Desmond Tutu, Tidligere biskop og nobelpris modtager
- Miriam Makeba, sydafrikansk sanger